# Romagné
Romagné är en kommun i departementet Ille-et-Vilaine i regionen Bretagne i nordvästra Frankrike. Kommunen ligger i kantonen Fougères-Sud som tillhör arrondissementet Fougères-Vitré. År 2022 hade Romagné 2 434 invånare.

## Befolkningsutveckling
Antalet invånare i kommunen Romagné
Referens:INSEE